# DnB NOR
DnB NOR ASA es el mayor Grupo de servicios financieros de Noruega con activos combinados de más de NOK 2,0 billones y una capitalización de mercado de NOK 102.000 millones a 31 de diciembre. El Grupo incluye marcas como DnB NOR, Vital, Nordlandsbanken, Cresco, Postbanken, DnB NORD y Carlson. La sede central de DnB NOR se localiza en Oslo.
Los dos principales propietarios del DnB NOR son el Ministerio Noruego de Comercio e Industria (34,0%) y Sparebankstiftelsen DnB NOR (10,0 %). El último fue creado como fundación con el único propósito de formar parte de la compañía. Fue creado cuando Gjensidige NOR se convirtió en compañía pública limitada para asegurar que los clientes retenían propiedad parcial de la compañía. La fundación también puede dar hasta un 25% de los dividendos recibidos como caridad.[cita requerida]

## Operaciones

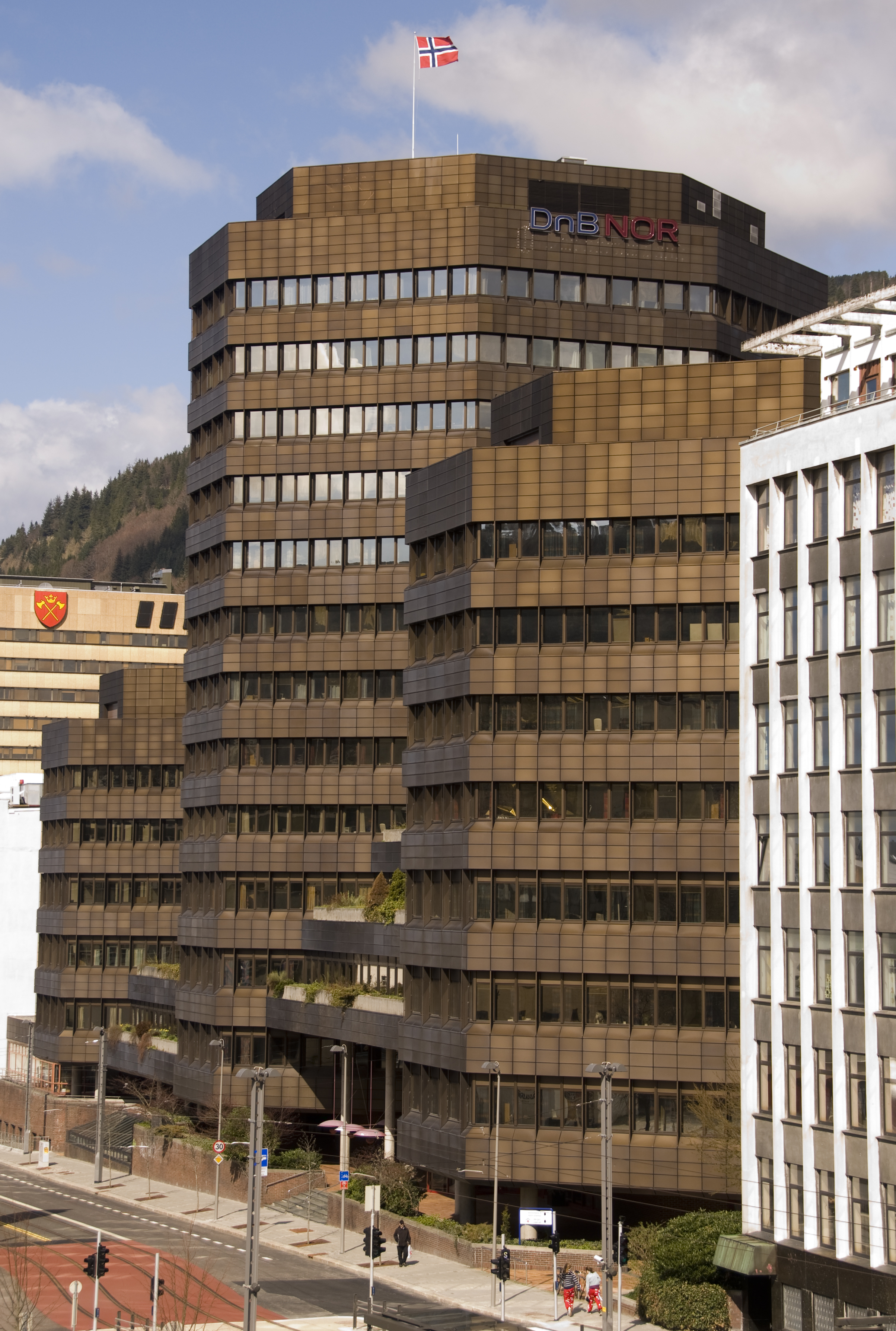
Oficinas de DnB NOR en Bergen.

En Noruega DnB NOR Bank tiene oficinas a lo largo de todo el país. A pesar de que tanto el Postbanken y el Nordlandsbanken son parte de la compañía, retienen sus propias marcas y sucursales. Postbanken ofrece sus servicios a través de las oficinas de correos mientras el Nordlandsbanken tiene sus sucursales exclusivamente en la provincia de Nordland. 
El Grupo DnB NOR Bank es la mayor entidad dentro del Grupo DnB NOR y el mayor banco de Noruega, ofreciendo servicios a empresas, clientes individuales, al mercado de valores y al sector público. Domésticamente, el grupo tiene un banco de inversión DnB NOR Markets, la compañía financiera Cresco, la aseguradora Vital que proporciona seguros de vida y pensiones de ahorro, la agencia inmobiliaria DnB NOR Eiendom y DnB NOR Gestión de Activos, que opera como gestora de fondos para clientes institucionales en Noruega y Suecia. DnB NOR tiene la mayor base de clientes en el mercado financiero noruego y es líder en la mayoría de segmentos de mercado domésticos. En Noruega, DnB NOR tiene más de 2,3 millones de clientes minoristas y más de 200.000 clientes corporativos, con más de 218 sucursales.
Las actividades del grupo están principalmente centradas en Noruega; sin embargo, es uno de los principales bancos navieros del mundo y un gran operador internacional en el sector de la energía.[cita requerida] Tiene una red internacional de 27 sucursales y oficinas representativas, incluido Helsinki (Finlandia), Copenhague (Dinamarca), Hamburgo (Alemania), Luxemburgo, Londres (Reino Unido), Nueva York (EE. UU.), Houston (EE. UU.), Shanghái (China) y Singapur. La compañía también tiene múltiples oficinas en Suecia.
En Dinamarca, Finlandia, Polonia, Estonia, Letonia y Lituania DnB NOR opera con la marca DnB NORD en una sociedad conjunta (joint venture) con el banco alemán Norddeutsche Landesbank del que DnB NOR posee el 51%. DnB NORD tiene 930.000 clientes y 163 sucursales.

## Historia
La historia del grupo retrocede a 1822 con el establecimiento del Christiania Sparebank. La presente corporación consiste en la fusión entre el Christiania Sparebank (1822), Gjensidige (1847), Bergens Privatbank (1855), Den norske Creditbank (1857), Fellesbanken (1920), Bergens Kreditbank (1928), Postbanken, Vital y el Nordlandsbanken. El nombre actual se deriva de 2003, cuando se fusionaron los dos bancos Den norske Bank (DnB) y el Gjensidige NOR.